# Johann Sulzberger (Manager)
Johann „Hans“ Sulzberger (* 24. Jänner 1944 in Eben im Pongau) ist ein ehemaliger österreichischer Manager.
Nachdem er ab 1995 im Vorstand der Steirerbrau war, war er nach deren Fusion mit der Österreichischen Brau AG, der er ab 1997 als Vorstandsmitglied angehörte, im Jahre 1998 im Vorstand der neu gegründeten Brau Union, in der er ab dem Jahr 2000 für Absatz und Marketing verantwortlich war. Darüber hinaus war er von Juni 2000 bis Juni 2005 Obmann des Verbands der Brauereien Österreichs.

## Leben und Wirken
Johann Sulzberger wurde am 24. Jänner 1944 in Eben im Pongau geboren. Nach abgeschlossener Schul- und Berufsausbildung begann er im Jahre 1971 seine Braukarriere bei der damaligen Österreichischen Brau AG im Hofbräu Kaltenhausen in Au bei Hallein. Dort war er zunächst mit dem Verkauf der alkoholfreien Getränke betraut, übernahm jedoch bereits nach kurzer Zeit die Verkaufsleitung, ehe ihm zwei Jahre später die gesamte Gebietsverkaufsleitung übertragen worden war. Im Jahre 1977 wechselte der gebürtige Pongauer als Brauereidirektor zum Innsbrucker Bürgerbräu nach Tirol, stieg 1982 zu dessen Verkaufsdirektor auf und erwarb sich dort den Ruf eines „Bierversilberers“. Im Jahr 1995 zog er in den Vorstand der in Graz beheimateten Steirerbrau ein und war nur wenige Jahre später federführend an der Fusion mit der in Linz beheimateten Österreichischen Brau AG, bei der er ab 1997 ebenfalls als Vorstandsmitglied agierte, zur Brau Union, dem größten Brauereiunternehmen Österreichs, beteiligt. Bei der neu gegründeten Brau Union war Sulzberger ebenfalls im Vorstand und übernahm im Jahr 2000 die Bereiche Absatz und Marketing. Generell zählten zu seinem Ressort die Bereiche Absatz (Marketing und Verkauf), Personal, Recht und Total Quality Management. Der Salzburger prägte die Entwicklung der Brau Union und damit die österreichische Brauwirtschaft jahrelang entscheidend, was unter anderem im Juni 2000 mit der Wahl zum Obmann des Verbands der Brauereien Österreichs belohnt wurde. Dabei hatte er das Amt von Karl Büche, Vorstandsvorsitzender der Österreichischen Brau-Beteiligungs AG (BBAG), übernommen. Sulzberger setzte sich in weiterer Folge dafür ein „dem Bier wieder jenen gesellschaftlichen Stellenwert zu verschaffen, der ihm aufgrund seiner Tradition als österreichisches Kulturgetränk tatsächlich zukommt“. Noch zu Schillingzeiten setzte er sich stets für die Korrektur der österreichischen Steuergesetzgebung für Bier ein. Um das Jahr 2001 fungierte er als Fachverbandsvorsteher-Stellvertreter der Lebensmittelindustrie.
Knapp zwei Jahre vor Ablauf seines Vorstandsvertrages gab Sulzberger im Sommer 2006 auf eigenen Wunsch hin mit Jahresende 2006 seinen vorzeitigen Pensionsantritt bekannt. Sein Amt als Vorsitzender des Verbands der Brauereien Österreichs hatte er bereits im Juni 2005 an Markus Liebl übergeben, blieb aber noch weiterhin dem Präsidium als Mitglied erhalten. Sein Nachfolger im Vorstand wurde im September 2006 im Aufsichtsrat gewählt; auf Geschäftsebene übernahm Alexander Gerschbacher die Geschäftsführung der Bereiche Marketing und Absatz. Insgesamt 25 Jahre lang war Sulzberger in der größten Branche der heimischen Lebensmittelindustrie in der Standesvertretung tätig gewesen. Nachdem er bis zuletzt aufgrund seines Berufs in Linz gelebt hatte, zog er daraufhin wieder nach Götzens, wo er bereits seit seiner Zeit als Tiroler Brauereidirektor gelebt hatte.

## Ehrungen
Zeitlebens wurde der Kommerzialrat Sulzberger vielfach geehrt. Am 8. Juli 2003 bekam er von der damaligen steirischen Frau Landeshauptmann Waltraud Klasnic das Große Goldene Ehrenzeichen des Landes Steiermark verliehen. Des Weiteren ist Sulzberger seit dem 5. Dezember 2006 Träger des Großen Goldenen Ehrenzeichens des Landes Oberösterreich, das ihm vom damaligen Landeshauptmann Josef Pühringer verliehen worden war. Im Rahmen einer Vollversammlung wurde Sulzberger im Juni 2007 zum Ehrenobmann des Verbandes der Brauereien Österreichs ernannt.